# Colonialidade
A colonialidade pode ser compreendida como um fenômeno histórico e cultural que tem sua origem no colonialismo, mas que se mantém após a experiência colonial. É um conceito que se refere aos efeitos duradouros e estruturais do colonialismo nas sociedades contemporâneas. Mesmo com o fim do colonialismo, a colonialidade se propaga mantendo a lógica de relações coloniais entre saberes e modos de vida. Ele engloba não apenas a colonização política e territorial, mas também a colonização das mentes, dos corpos e das estruturas sociais e culturais. A noção de colonialidade foi desenvolvida a partir de estudos críticos sobre as relações de poder entre colonizadores e colonizados, buscando compreender as dinâmicas de dominação e exploração que persistem mesmo após a independência política dos países colonizados. 
Enquanto o termo colonialismo tem seu entendimento limitado ao período específico da colonização, a colonialidade se refere ao vínculo entre o passado e o presente, no qual emerge um padrão de poder resultante da experiência moderna colonial.
O termo "colonialidade" ganhou destaque nos estudos pós-coloniais e na teoria crítica, especialmente a partir do trabalho do sociólogo peruano Aníbal Quijano (1997), segundo ele a colonialidade transcende o colonialismo e não desaparece com a independência ou descolonização dos países que foram colônias. . a colonização não foi um evento isolado no passado, mas um processo contínuo que moldou a ordem social, econômica, política e cultural do mundo moderno. A colonialidade, nesse sentido, opera através da naturalização de certos padrões nas relações de poder e da naturalização de hierarquias raciais, culturais, territoriais, de gênero e epistêmicas. Dessa forma, a colonialidade subalterniza certos grupos de seres humanos garantindo sua dominação, exploração e ignorando seus conhecimentos e experiências.
A colonialidade se manifesta em várias dimensões da vida social, incluindo o conhecimento, a economia, a política, a cultura e as relações de gênero e raça. Ela se baseia em uma hierarquia global que posiciona o Ocidente como o centro e as culturas não ocidentais como inferiores e periféricas. Essa hierarquia é sustentada por diferentes formas de opressão, como o racismo, o sexismo, a homofobia e o classismo. A resistência à colonialidade se dá na forma das filosofias e movimentos chamados decoloniais. Muitos movimentos identitários étnicos como o movimento indígena e o movimento negro são considerados como uma resistência à colonialidade, demonstrando que essa enfrenta certa crise de estabilidade.

## Colonialidade na educação
No contexto educacional, a colonialidade se reflete em práticas e estruturas que reproduzem desigualdades e exclusões. A educação, muitas vezes, perpetua os padrões coloniais de conhecimento, privilegiando saberes ocidentais em detrimento de outros conhecimentos e epistemologias. A colonialidade na educação também se manifesta na falta de representatividade e inclusão de grupos marginalizados, como indígenas, negros e pessoas com deficiência.
Diversos estudos e publicações têm abordado a relação entre a colonialidade e a educação inclusiva. Por exemplo, a Política Nacional da Educação Especial na perspectiva da Educação Inclusiva, publicada pelo Ministério da Educação do Brasil em 2008, destaca a importância de superar a colonialidade na educação, promovendo práticas inclusivas e respeitando a diversidade de saberes e culturas.
Autores como Norma Silvia Trindade Lima têm explorado as contribuições decoloniais para a educação, especialmente por meio da capoeira. Em seus estudos, Lima destaca como a capoeira pode ser uma prática emancipatória que desafia a colonialidade na educação, permitindo a expressão cultural, o fortalecimento de identidades e a construção de relações horizontais.

## Modernidade e colonialidade
O filośofo peruano Aníbal Quijano considera a colonialidade como um outro lado da modernidade por isso muitas vezes os termos aparecem como correlatos através do uso de uma barra (/): modernidade/colonialidade, moderno/colonial: “não existe modernidade sem colonialidade” afirma Quijano.

## Colonialidade do poder
A categoria de raça exemplifica a categoria de colonialidade de poder, pois tem sua origem e caráter colonial, mas é mais estável e durou mais do que o colonialismo em que teve origem. A categoria mental de raça, fruto da modernidade, serviu de início, para diferenciar conquistadores e conquistados. 
Ao longo do processo histórico do colonialismo a ideia de raça fundou relações sociais e identidades sociais historicamente novas como índios, negros, mestiços e ressignificou outras como de espanhol, português e europeu, que deixaram de identificar somente a origem geográfica para identificar também identidades com conotações raciais. Essas identidades por estarem configurando relações sociais foram associadas a hierarquias e lugares sociais. 
O padrão de dominação colonial imposto utilizou o conceito de raça como um instrumento de dominação social universal: os povos conquistados e dominados foram situados em uma posição natural de inferioridade e da mesma forma, seus traços fenotípicos e suas culturas também.
Assim como a ideia de raça foi naturalizada, uma divisão social do trabalho também o foi, na qual raça e trabalho estavam relacionados, configurando uma “distribuição racista do trabalho no interior do capitalismo colonial/moderno que se manteve ao longo de todo período colonial”. Dessa forma, uma nova tecnologia de dominação (raça/trabalho) se articulou, de maneira que parecia naturalmente associada e até hoje perdura.

## Colonialidade do saber
Questões subjetivas e de produção de conhecimento estão vinculadas à noção de colonialidade de saber, pois ela afirma perspectivas eurocêntricas de produção de conhecimento. As  teorias produzidas pela metrópole tentam projetar as experiências da Europa para o resto do mundo, como se fossem experiências universais, excluindo diversas formas de saberes do que pode considerar "conhecimento".
Diversos pesquisadores das ciências humanas tem pensado formas como a colonialidade do saber opera na produção do conhecimento científico em países que foram colonizados. Syed Hussein Alatas (2000) utiliza o termo “imperialismo intelectual” para pensar a dominação de um povo sobre outro no plano do pensamento. Segundo Walter Mignolo, a colonialidade do saber deve ser alvo de desobediências epistêmicas para possibilitar o início de um processo de descolonização do saber. 

## Colonialidade do ser
O termo “colonialidade do saber” foi sugerido pelo pensador decolonial Walter Mignolo, relacionando o colonialismo a não existência do “outro”, que passa a ser submetido a uma negação sistemática e a uma determinação constante de sua essência e do seu ser. Porém, estudos anteriores como o de Aimé Césaire, Frantz Fanon e W.E.B. Du Bois já haviam refletido sobre como a colonialidade do ser se manifesta nos corpos dos do sujeitos que foram subalternizados pelo processo colonial.
Aimé Césaire em Discourse on Colonialismo (1950) afirma que colonização é igual a “coisificação”, referindo-se aos corpos colonizados, que nesse processo tem suas “culturas espezinhadas, (...) instituições minadas,  (...) terras confiscadas, (...) religiões assassinadas, (...) magnificências artísticas aniquiladas, (...) extraordinárias possibilidades suprimidas”.
Segundo Frantz Fanon, tanto a inferiorização quanto o sentimento de superioridade são construções sociais da colonização, e não essências humanas, que passaram a fazer parte da colonialidade do ser mantida após o período colonial. Uma frase sua sintetiza esse pensamento: “precisamos ter coragem de dizer: é o racista que cria o inferiorizado”.